# النجرات (المفلحي)

تعديل مصدري - تعديل

النجرات هي إحدى قرى عزلة المفلحي بمديرية المفلحي التابعة لمحافظة لحج، بلغ تعداد سكانها 288 نسمة حسب تعداد اليمن لعام 2004.